# Gsodam-Fahrzeugbau
Gsodam-Fahrzeugbau ist ein in Teufenbach und Knittelfeld ansässiges österreichisches Unternehmen des Karosserie- und Fahrzeugbaus, das vor allem auf Lkw-Aufbauten und Anhängerbau spezialisiert ist. Seit einigen Jahren macht das Unternehmen sich aber auch einen Namen als Händler von Anhängern und Aufbauten.

## Geschichte
Die Ursprünge des Unternehmens gehen bis ins Jahr 1918 zurück, in dem Georg Gsodam sen. eine Huf- und Wagenschmiede in der ehemaligen Gemeinde Teufenbach gründete. Sein Sohn Georg Gsodam jun. erlernte dort den Beruf des Hufschmieds und übernahm 1957 die Hufschmiede seines Vaters. Georg Gsodam jun. passte das Unternehmen an die neuen Anforderungen an und modernisierte es. Statt Pferdehufe zu beschlagen, spezialisierte er das Unternehmen auf Unimogs, Traktoren und Lastkraftwagen. Dadurch konnte in ungefähr 20 Jahren die Anzahl der Mitarbeiter von zwei auf 20 erhöht werden. Ein besonderes Produkt waren Rungenaufbauten für Langholztransporter. 1975 übersiedelte das Unternehmen an einen neuen Standort im örtlichen Industriegelände.
Seit dem März 1988 ist bei Gsodam die Überprüfungsstelle für die wiederkehrende Begutachtung gewerblich genutzter Fahrzeuge des Bezirkes Murau eingerichtet.
1995 wurde der Standort des Unternehmens aus- und zugebaut und die Geschäftsführung von Andreas Gsodam übernommen. So wurde das Büro vergrößert und eine neue Lackierstation für Lastkraftwagen errichtet. 2004 wurde das Unternehmen an seine Schwester Elisabeth Gsodam und ihren Partner Gerrit Pirker verkauft, welche beide schon seit ihrem 16. Lebensjahr in der Firma tätig sind. 2007 wurde das Unternehmen durch den Zukauf des insolvent gegangenen Fahrzeugbaus Stubenberger in Knittelfeld vergrößert. 
Am 15. April 2009 wurde die Gsodam Fahrzeugbau GmbH gegründet. 2013 beschäftigte das Unternehmen 80 Mitarbeiter. Seither hat sich der kleine Fahrzeugbau zu einem international tätigen Unternehmen entwickelt dank des Engagements von Elisabeth Gsodam und Gerrit Pirker.
Heutzutage arbeitet schon die 4. Generation bei Gsodam Fahrzeugbau im Unternehmen tatkräftig mit. 

## Produkte
2016 wurde bekannt, dass ein Volvo FH 500 6×4 mit einem Rungenaufbau der Reibnegger GmbH und ein Volvo FH 540 6×4 mit einem Rungenaufbau der Tscherntschitsch GmbH verwendet werden, bei denen auch Aufbauten von Gsodam verwendet wurden.
Stoneridge, ein US-amerikanisches Unternehmen und nach dessen eigenen Angaben der zweitgrößte Anbieter für Prüfgeräte zum Testen von Fahrtenschreibern, wird in Österreich von Gsodam vertreten. Vor allem wird dieses Produkt an Lastkraftwagen-Werkstätten vertrieben und auch in den betriebseigenen Prüfwerkstätten in Teufenbach und Knittelfeld eingesetzt. Dieses Produkt ermöglicht die kabellose Entnahme der Daten aus dem Fahrtenschreiber und die Änderung der dortigen Einstellungen per Tablet.